# Edom (albedo)
Edom és una característica d'albedo a la superfície de Mart, localitzada amb el sistema de coordenades planetocèntriques a 0 ° latitud N i 15 ° longitud E. El nom va ser aprovat per la UAI l'any 1958 i fa referència a Edom, ciutat bíblica dels edomites, al sud de Judea.